# Something in the Water
«Something in the Water» (англ. Щось у воді) — перший сингл першого музичного збірника американської кантрі-співачки Керрі Андервуд — «Greatest Hits: Decade Number 1». В США пісня вийшла 29 вересня 2014. Пісня написана Крісом ДеСтефано, Бреттом Джеймсом та Керрі Андервуд; спродюсована Марком Брайтом. Прем'єра музичного відео відбулася 4 листопада 2014.

## Список композицій
Цифрове завантаження
1. "Something in the Water" – 3:45

## Музичне відео
Прем'єра музичного відео відбулася 4 листопада 2014 на Twitter під час 48-ї церемонії нагородження CMA Awards. Хореограф Тревіс Вол працював над хореографією у відеокліпі. Станом на травень 2018 музичне відео мало 26 мільйонів переглядів на відеохостингу YouTube.

## Чарти
Тижневі чарти
| Чарт (2014-15)                       | Місце |
| ------------------------------------ | ----- |
| Canadian Hot 100                     | 29    |
| Canada Country (Billboard)           | 3     |
| Scotland (Official Charts Company)   | 88    |
| UK Singles (Official Charts Company) | 192   |
| U.S. Billboard Hot 100               | 24    |
| U.S. Billboard Hot Country Songs     | 1     |
| U.S. Billboard Country Airplay       | 3     |
| U.S. Billboard Christian Airplay     | 26    |
| U.S. Billboard Hot Christian Songs   | 1     |

Річні чарти
| Чарт (2014)                        | Місце |
| ---------------------------------- | ----- |
| U.S. Billboard Hot Country Songs   | 58    |
| U.S. Billboard Country Airplay     | 84    |
| U.S. Billboard Hot Christian Songs | 2     |

| Чарт (2015)                        | Місце |
| ---------------------------------- | ----- |
| U.S. Billboard Hot Country Songs   | 36    |
| U.S. Billboard Country Airplay     | 49    |
| U.S. Billboard Hot Christian Songs | 1     |

## Продажі
| Країна     | Сертифікація (таблиця продажів та сертифікатів) | Продажі    |
| ---------- | ----------------------------------------------- | ---------- |
| США (RIAA) | Платина                                         | +1,100,000 |

## Нагороди та номінації

### Billboard Music Awards
| Рік  | Номіновано               | Нагорода           | Результат |
| ---- | ------------------------ | ------------------ | --------- |
| 2015 | "Something in the Water" | Top Christian Song | Перемога  |

### Country Music Association Awards
| Рік  | Номіновано               | Нагорода                | Результат |
| ---- | ------------------------ | ----------------------- | --------- |
| 2015 | "Something in the Water" | Music Video of the Year | Номінація |

### CMT Music Awards
| Рік  | Номіновано               | Нагорода                 | Результат |
| ---- | ------------------------ | ------------------------ | --------- |
| 2015 | "Something in the Water" | Video of the Year        | Перемога  |
| 2015 | "Something in the Water" | Female Video of the Year | Перемога  |

### Grammy Awards
| Рік  | Номіновано               | Нагорода                      | Результат |
| ---- | ------------------------ | ----------------------------- | --------- |
| 2015 | "Something in the Water" | Best Country Solo Performance | Перемога  |

### Music Row Awards
| Рік  | Номіновано               | Нагорода         | Результат |
| ---- | ------------------------ | ---------------- | --------- |
| 2015 | "Something in the Water" | Song of the Year | Номінація |

### Inspirational Country Music Awards
| Рік  | Номіновано               | Нагорода                                  | Результат |
| ---- | ------------------------ | ----------------------------------------- | --------- |
| 2015 | "Something in the Water" | Mainstream Inspirational Song of the Year | Перемога  |
| 2015 | "Something in the Water" | Inspirational Video of the Year           | Перемога  |

## Історія релізів
| Країна   | Дата            | Формат(и)            | Лейбл               | Виноски |
| -------- | --------------- | -------------------- | ------------------- | ------- |
| Канада   | 29 вересня 2014 | Цифрове завантаження | Arista Nashville 19 | [ 1 ]   |
| Британія | 29 вересня 2014 | Цифрове завантаження | Arista Nashville 19 | [ 2 ]   |
| США      | 29 вересня 2014 | Цифрове завантаження | Arista Nashville 19 | [ 3 ]   |
| США      | 6 жовтня 2014   | Кантрі радіо         | Arista Nashville 19 | [ 4 ]   |